# William Hodges
Pour les articles homonymes, voir Hodges.

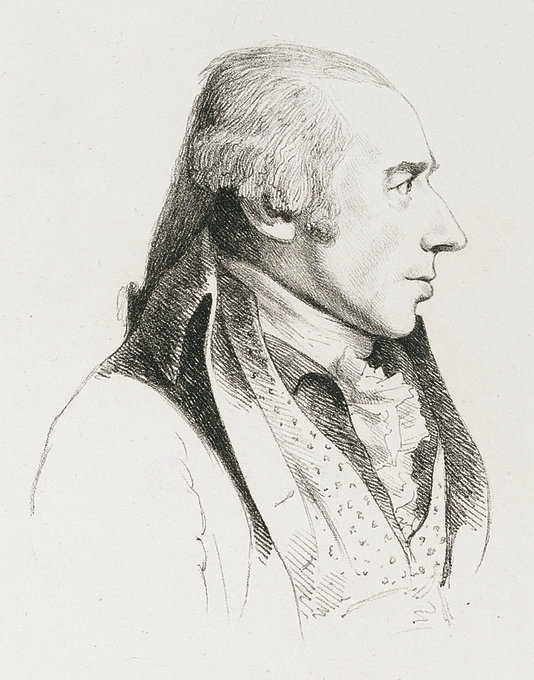
William Hodges

William Hodges, né le 28 octobre 1744 à Londres et mort le 6 mars 1797 dans le Devon, était un peintre anglais. Il participa à la deuxième expédition du capitaine James Cook dans l'océan Pacifique. Il est connu pour ses dessins et peintures de lieux visités par les membres de l'expédition, y compris Table Bay (près du Cap), Tahiti, Rapa Nui (l'île de Pâques), le détroit de Cook en Nouvelle-Zélande, ou encore l'Antarctique.

## Biographie
Hodges fut formé par William Shipley (en) et Richard Wilson. Il commença sa carrière en peignant des scènes de théâtre.
Ses peintures de paysages des îles du Pacifique lors de l'expédition Cook (1772-1775) furent parmi les premiers paysages peints avec un jeu d'ombres et de lumières, dans un but dramatique. Le style de Hodges, son utilisation des jeux de lumière, déviait sensiblement de la tradition classique des peintures paysagistes. Les critiques d'art de son époque affirmèrent que cet emploi de la luminosité, ainsi que ses contrastes de couleurs, donnaient un air d'inachevé à ses toiles.
En mai 1773, l’équipage de Cook a passé un séjour de six semaines à Dusky Bay, près de la pointe méridionale de la Nouvelle-Zélande. C’est ici que Hodges a notamment produit de nombreux croquis afin de pouvoir, a posteriori, créer Cascade Cove (1775). Malgré les difficultés du voyage recensé dans le journal de bord de James Cook, il en ressort une grande admiration générale pour les paysages et la nature luxuriante de Dusky Bay. Chaleureuse, majestueuse, scintillante : voici les termes employés pour parler de la toile. Chargé d’illustrer le journal de bord de Cook, Hodges ne s’est pas contenté de recenser les paysages australiens, mais également les populations qui les habitaient. La rencontre de Hodges avec les populations insulaires néo-zélandaises ont été l’objet d’étude d’observation, créant un catalogue d’illustration de ces groupes autochtones. C’est à l'aide de ces figures que le peintre britannique a réalisé les Maoris présents sur ces toiles.
En 1778, il fut le premier peintre paysagiste professionnel anglais à se rendre en Inde. Il y vécut six ans.
Il est élu membre de la Royal Academy (RA) le 6 novembre 1786.

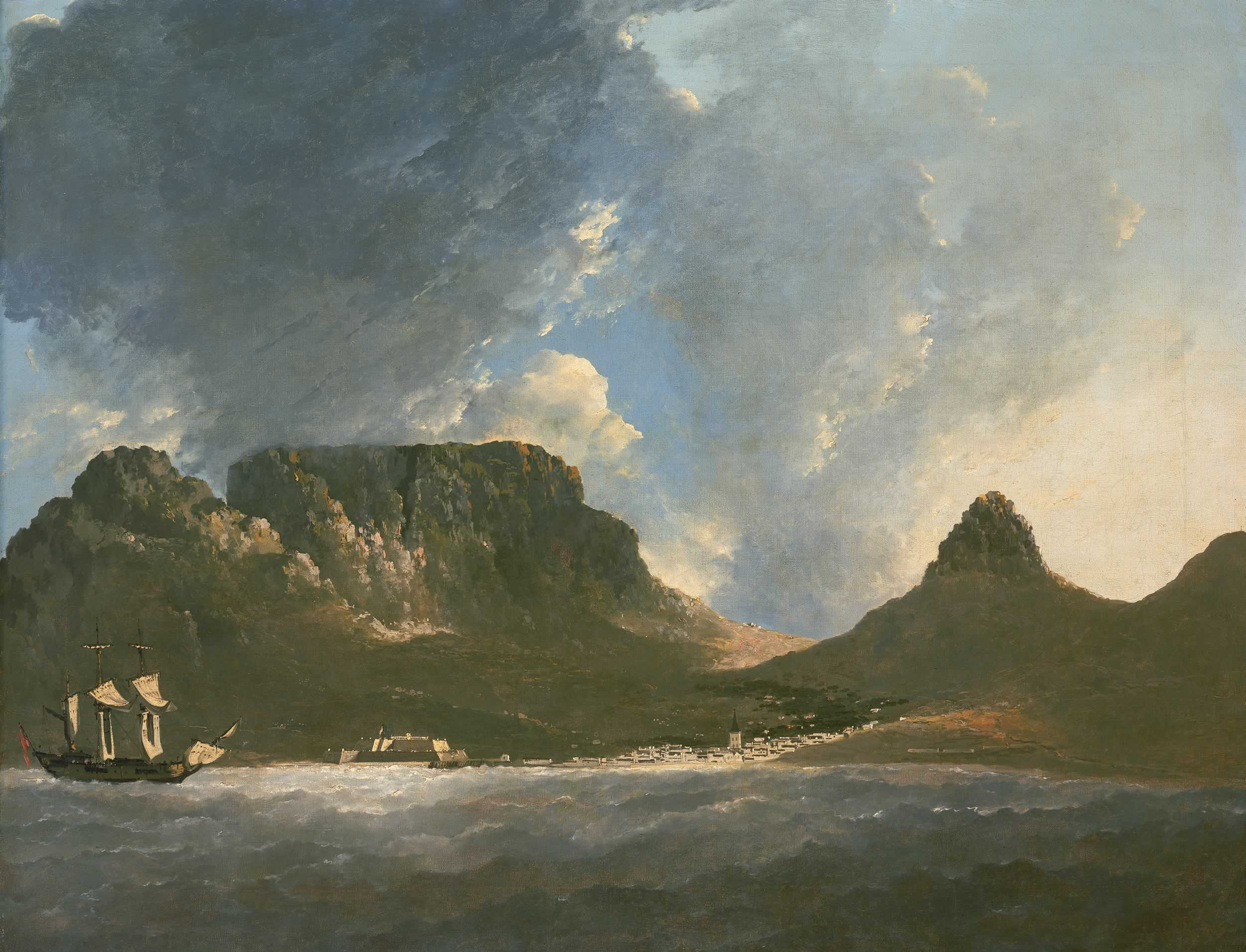
Le Cap, la Montagne de la Table et Lion's Head en 1772 par William Hodges

En 1794, il ouvrit sa propre galerie d'art pour exhiber ses toiles à Londres. Parmi ses œuvres, deux grandes toiles intitulées The Effects of Peace (Les conséquences de la paix) et The Effects of War (Les conséquences de la guerre). En 1795, il reçut la visite de Frederick, duc d'York et Albany, cousin du roi George III du Royaume-Uni. Dans le contexte de la guerre de la Première Coalition contre la France révolutionnaire, le duc s'offensa à la vue de la thématique politique de ces deux œuvres, et ordonna que la galerie soit fermée. Cette censure royale marqua la fin de la carrière de Hodges.

## Œuvre
- Tombe et vue éloignée des collines du Rajmahal, 1782, huile sur toile, 62 × 72 cm, Tate Britain, Londres[3]

## Sources
- Bernard William Smith, European Vision and the South Pacific,  (ISBN 0-300-04479-8)
- J.C. Beaglehole, The Life of Captain James Cook,  (ISBN 0-8047-0848-7)